# قربة (مكيال)
القِرْبَة: ظرف من الجلد يخرز من جانب واحد, وتستعمل لحفظ الماء واللبن ونحوهما.
مقدرا القربة: 1000 رطل عراقي
- عند الحنفية القربة 40.625 كيلوغرام.
- وعند الجمهور: 38.250 كيلوغرام.

## المصدر
- كتاب حقيقة الدينار والدرهم والصاع والمد لأبي العباس أحمد العزفي السبتي.
- علي جمعة المكاييل والموازين الشرعية.